# سرنته
سرنته أو مَلِينة  أو لسان العصفور أو عشبة العسل أو عسلية (الاسم العلمي Cerinthe)، جنس نباتات عشبية مفترسة طبية برية ة حولية أو معمرة من فصيلة الحمحمية. انواعه المعروفة نحو 12 جميعها أعشاب فرعاء. أوراقها متعاقبة حاضنة بحرية اللون. ازهارها سفيلية التجميع، صغيرة القد، صفراء اللون أو نارية. تفرز رحيقًا عسلي المادة يجرسه النحل. أوراقة طبية تستعمل في علاجات العين. بزوره تُسكن المغض وأوجاع الجنب والظهر.